# Mitch McConnell
Addison Mitchell (Mitch) McConnell jr. (Tuscumbia, Alabama, 20 februari 1942) is een Amerikaans politicus van de Republikeinse Partij. Sinds 3 januari 1985 is hij senator voor Kentucky, vanaf 20 januari 2021 als minderheidsleider. Eerder was hij majority whip van 2003 tot 2007, minderheidsleider van 2007 tot 2015 en meerderheidsleider van 2015 tot 2021.

## Levensloop
In 1964 studeerde McConnell af van de Universiteit van Louisville. In 1967 studeerde hij af van de Universiteit van Kentucky.
McConnell is lid van een baptistenkerk. Hij is getrouwd met Elaine Chao, minister van Arbeid in het kabinet-George W. Bush van 2001 tot 2009 en minister van Transport in het kabinet-Trump van 2017 tot 2021. Hij heeft drie dochters uit een eerder huwelijk.
In maart 1967 vervulde McConnell dienst bij de Nationale Reserve. Na een maand kreeg hij echter verlof om medische redenen.
McConnell werkte als assistent voor senator John Sherman Cooper en werkte later tijdens het presidentschap van Gerald Ford als assistent van de federale openbaar aanklager. Van 1978 tot zijn verkiezing in de Senaat was hij rechter in Jefferson County.

## Politieke carrière
In 1984 stelde McConnell zich verkiesbaar voor de senaat en werd gekozen met een verschil van minder dan een halve procent. Van 1998 tot 2000 was hij voorzitter van de National Republican Senatorial Committee en van 2003 tot 2007 was hij majority whip in de Senaat.
Na de verkiezingen van 2006 volgde McConnell senator Bill Frist op als leider van de Republikeinen in de senaat. Omdat de partij bij die verkiezingen haar meerderheid in de senaat had verloren, werd hij minderheidsleider.
Over het algemeen stemt hij mee met de meerderheid van zijn partij. Wel stemde hij tegen een amendement om onder andere het verbranden van vlaggen strafbaar te stellen. Volgens McConnell gaat het hier om vrijheid van meningsuiting. Ook keerde hij zich tegen veel van de voorstellen van president Barack Obama voor verandering van de gezondheidszorg.
Een van de onderwerpen waar McConnell zich het meest mee heeft ingelaten is de discussie rond de hervormingen van campagnefinanciering. Hij is een groot voorstander van soft money, bijdragen aan een partij of comité om een doel van een partij te propageren in plaats van aan een kandidaat. Ook was hij groot voorstander van de Amerikaanse invasie in Irak. McConnell noemt het een centraal onderdeel van de strijd tegen terrorisme. Hij is van mening dat het meeste geweld in Irak veroorzaakt wordt door Al Qaida en andere jihadisten.
In aanloop naar de presidentsverkiezingen in 2016 steunde McConnell aanvankelijk Rand Paul. Nadat deze uit de race stapte sprak hij zijn steun uit voor Donald Trump. McConnell en Trump stonden op goede voet met elkaar, hoewel McConnell soms ook afstand nam. Zo nam hij afstand van Trump toen deze beweerde dat een bepaalde rechter bevooroordeeld tegen hem stond omdat deze een Mexicaanse achtergrond had. Tijdens Trumps presidentschap stemde de Senaat in met de benoeming van drie rechters in het Hooggerechtshof en een recordaantal rechters in de lagere rechtbanken.
McConnell liet zich lange tijd niet uit over wie de presidentsverkiezingen van 2020 had gewonnen. Pas nadat het Kiescollege op 15 december Joe Biden had gekozen sprak hij zijn felicitaties uit. In aanloop naar de bevestiging  van de uitslag door het Congres waarschuwde hij zijn partijgenoten voor de "ondermijning van de republiek" wanneer de uitslag werd omgekeerd. Zijn echtgenote Elaine Chao was minister van Transport en stapte na de bestorming van het Capitool in januari 2021 op uit protest tegen het beleid van president Donald Trump. McConnell zelf zei dat Trump de bestorming van het Capitool had uitgelokt.
In de zomer van 2023 ontstonden publiekelijk zorgen over de gezondheid van McConnell. Dat gebeurde nadat hij tweemaal binnen twee maanden tijd "bevroor" na vragen van journalisten.
- CiNii: DA19212580
- Gemeinsame Normdatei: 139690514
- International Standard Name Identifier: 0000 0003 7557 9451
- Library of Congress Control Number: no98076828
- MusicBrainz: 88dcf9cc-62a4-42f1-9a8b-4e9ac7ac0d5d
- National Archives and Records Administration: 177146503
- SNAC: w6tx7tjb
- Système universitaire de documentation: 244859418
- Biographical Directory of the United States Congress: M000355
- Virtual International Authority File: 102548709
- WorldCat: E39PBJvCPhd4HgpTvwTjhj6xjC

Alabama: Tuberville (R) · Britt (R)
Alaska: Murkowski (R) · Sullivan (R)
Arizona: Kelly (D) · Gallego (D)
Arkansas: Boozman (R) · Cotton (R)
Californië: Padilla (D) · Schiff (D)
Colorado: Bennet (D) · Hickenlooper (D)
Connecticut: Blumenthal (D) · Murphy (D)
Delaware: Coons (D) · Blunt Rochester (D)
Florida: R. Scott (R) · Moody (R)
Georgia: Ossoff (D) · Warnock (D)
Hawaï: Schatz (D) · Hirono (D)
Idaho: Crapo (R) · Risch (R)
Illinois: Durbin (D) · Duckworth (D)
Indiana: Young (R) · Banks (R)
Iowa: Grassley (R) · Ernst (R)
Kansas: Moran (R) · Marshall (R)
Kentucky: McConnell (R) · Paul (R)
Louisiana: Cassidy (R) · Kennedy (R)
Maine: Collins (R) · King (O)
Maryland: Van Hollen (D) · Alsobrooks (D)
Massachusetts: Warren (D) · Markey (D)
Michigan: Peters (D) · Slotkin (D)
Minnesota: Klobuchar (D) · Smith (D)
Mississippi: Wicker (R) · Hyde-Smith (R)
Missouri: Hawley (R) · Schmitt (R)
Montana: Daines (R) · Sheehy (R)
Nebraska: Fischer (R) · Ricketts (R)
Nevada: Cortez Masto (D) · Rosen (D)
New Hampshire: Shaheen (D) · Hassan (D)
New Jersey: Booker (D) · Kim (D)
New Mexico: Heinrich (D) · Luján (D)
New York: Schumer (D) · Gillibrand (D)
North Carolina: Tillis (R) · Budd (R)
North Dakota: Hoeven (R) · Cramer (R)
Ohio: Moreno (R) · Husted (R)
Oklahoma: Lankford (R) · Mullin (R)
Oregon: Wyden (D) · Merkley (D)
Pennsylvania: Fetterman (D) · McCormick (R)
Rhode Island: Reed (D) · Whitehouse (D)
South Carolina: Graham (R) · T. Scott (R)
South Dakota: Thune (R) · Rounds (R)
Tennessee: Blackburn (R) · Hagerty (R)
Texas: Cornyn (R) · Cruz (R)
Utah: Lee (R) · Curtis (R)
Vermont: Sanders (O) · Welch (D)
Virginia: Warner (D) · Kaine (D)
Washington: Murray (D) · Cantwell (D)
West Virginia: Moore Capito (R) · Justice (R)
Wisconsin: Johnson (R) · Baldwin (D)
Wyoming: Barrasso (R) · Lummis (R)
(D): Democraat · (R): Republikein · (O): Onafhankelijk